# چاه حاجی حسین مژده‌پور و شرکا
چاه حاجی حسین مژده‌پور و شرکا یک منطقهٔ مسکونی در ایران است که در دهستان تیرجرد واقع شده‌است.